# Valerio Bertotto
Valerio Bertotto est un footballeur italien né le 15 janvier 1973 à Turin devenu entraîneur.

## Équipe nationale
Valerio Bertotto a joué entre 2000 et 2001 4 matchs avec l'équipe nationale d'Italie sans marquer de but.